# Seguam Island
Seguam Island ist die östlichste Insel der Andreanof Islands, einer Inselgruppe im Südwesten der Aleuten.
Die zum US-Bundesstaat Alaska zählende, unbewohnte Insel hat eine Landfläche von 207,3 km², ist 21 km lang und etwa 13 km breit. Im Westen befindet sich mit dem Vulkan Pyre Peak (auch  Seguam-Vulkan genannt) (1054 m) der höchste Punkt der Insel. Im Osten der Insel liegen noch zwei kleinere Vulkankegel.